# Mœrnach
Mœrnach é uma comuna francesa na região administrativa de Grande Leste, no departamento Alto Reno. Estende-se por uma área de 6,78 km². Em 2010 a comuna tinha 536 habitantes (densidade: 79,1 hab./km²).